# マレーシア・オープン・クアラルンプール
マレーシア・オープン・クアラルンプール（Malaysian Open, Kuala Lumpur）は、2009年から2015年までの間、9月下旬にマレーシア・クアラルンプールで開催されていたATPワールドツアーのテニストーナメントである。カテゴリーはATPワールドツアー・250シリーズに属していた。

## 大会歴代優勝者

### シングルス
| 年   | 優勝者                   | 準優勝者                 | 決勝結果                |
| ---- | ------------------------ | ------------------------ | ----------------------- |
| 2015 | ダビド・フェレール       | フェリシアーノ・ロペス   | 7–5, 7–5                |
| 2014 | 錦織圭                   | ジュリアン・ベネトー     | 7–6(7-4), 6–4           |
| 2013 | ジョアン・ソウザ         | ジュリアン・ベネトー     | 2–6, 7–5, 6–4           |
| 2012 | フアン・モナコ           | ジュリアン・ベネトー     | 7–5, 4–6, 6–3           |
| 2011 | ヤンコ・ティプサレビッチ | マルコス・バグダティス   | 6–4, 7–5                |
| 2010 | ミハイル・ユージニー     | アンドレイ・ゴルベフ     | 6–7(2-7), 6–2, 7–6(7-3) |
| 2009 | ニコライ・ダビデンコ     | フェルナンド・ベルダスコ | 6–4, 7–5                |

### ダブルス
| 年   | 優勝者                                                | 準優勝者                                              | 決勝結果              |
| ---- | ----------------------------------------------------- | ----------------------------------------------------- | --------------------- |
| 2015 | トレト・ユーイ ヘンリ・コンティネン                   | レイベン・クラーセン ラジーブ・ラム                   | 7–6(7-4), 6–2         |
| 2014 | マルチン・マトコフスキ リーンダー・パエス             | ジェイミー・マレー ジョン・ピアーズ                   | 3–6, 7–6(7-5), [10–5] |
| 2013 | エリック・ブトラック レイベン・クラーセン             | パブロ・クエバス オラシオ・セバジョス                 | 6–2, 6–4              |
| 2012 | アレクサンダー・ペヤ ブルーノ・ソアレス               | コリン・フレミング ロス・ハッチンス                   | 5–7, 7–5, [10–7]      |
| 2011 | エリック・ブトラック ジャン＝ジュリアン・ロイヤー     | フランティシェク・チェルマク フィリップ・ポラーシェク | 6–1, 6–3              |
| 2010 | フランティシェク・チェルマク ミハル・メルティナク     | マリウシュ・フィルステンベルク マルチン・マトコフスキ | 7–6(7-3), 7–6(7-5)    |
| 2009 | マリウシュ・フィルステンベルク マルチン・マトコフスキ | イーゴリ・クニツィン ヤロスラフ・レビンスキー         | 6–2, 6–1              |